# Confiá
Confiá é o vigésimo-primeiro álbum - o décimo-oitavo de estúdio - do roqueiro argentino Fito Páez.
Foi lançado no dia 16 de Março de 2010, com o selo Sony Music.

## Faixas
1. Confiá (5:05)
2. Tiempo al Tiempo (2:29)
3. M&M (4:19)
4. La Nave Espacial (3:40)
5. London Town (4:04)
6. Limbo Mambo (2:05)
7. La Ley de la Vida (4:34)
8. El Mundo de Hoy (3:58)
9. Saliendo de Tu Prisión (2:51)
10. En el Baño de Un Hotel (2:54)
11. Fuera de Control (4:29)
12. Desaluz (4:25)

## Músicos
- Fabiana Cantilo: coros.
- Gonzalo Aloras: guitarras, baixo, coros.
- Eloy Quintana: baixo.
- Coki Debernardi: guitarras, coros.
- Bolsa González: bateria.
- Eduardo Lyra: percussão.
- Carlos Vandera: coros.
- Fito Páez: todo o demais.

## Desempenho em Paradas Musicais

### Álbum
| Ano  | Ranking                | Posição |
| ---- | ---------------------- | ------- |
| 2010 | Mexican Albums Top 100 | #54     |